# رادیواکتیو (ترانه ریتا اورا)
«رادیواکتیو» (به انگلیسی: Radioactive) ترانه‌ای خوانندهٔ انگلیسی ریتا اورا می‌باشد که در نخستین آلبوم استودیویی وی تحت عنوان اورا (۲۰۱۲) قرار دارد.